# تنگ‌لته
تنگ‌لته منطقه ای است خوش آب و هوا و زیبا که در انتهای ضلع جنوبی شهرستان ساری و در پهنه ی فراخ رود پرآب و بخشنده ی تجن واقع شده که از یک سو به معادن طلای سبز  یا همان جنگل های زیبا و بکر استان و از سوی دیگر به جلگه سرسبز و حاصلخیز کناره تجن مشرف می باشد و از همین حیث به تمامی مناطق همجوار و ‌همتراز برتری نسبی دارد که این امر سبب توجه بیش از اندازه و کم نظیر هم وطنان غیر بومی جهت ساخت و ساز و خوش نشینی در این منطقه گشته که بومیان منطقه نیز با آغوش باز و روی گشاده پذیرای این عزیزان می باشند.

## جمعیت
این روستا در دهستان کلیجان رستاق سفلی قرار داشته و براساس آخرین سرشماری مرکز آمار ایران که در سال ۱۳۸۵ صورت گرفته، جمعیت آن ۹۵۱نفر (۲۴۵خانوار) بوده‌است.

## شورا و دهیار
شورای این روستا زمان زارعی است.
دهیار این روستا مرتضی رمضانی است.